# Alvaro Castagnet
Álvaro Castagnet (ur. 23 kwietnia 1954 w Montevideo) – urugwajski malarz, akwarelista.

## Życiorys
Wczesne zainteresowania Álvara Castagneta sztuką ukierunkował jego ojciec posyłając go do Instituto Escuela Nacional de Bellas Artes (Universidad de la República), gdzie uczył się pod kierunkiem profesora Estebana Roberto Garino. Edukację artystyczną kontynuował na Uniwersytecie Sztuk Pięknych w Montevideo pod kierunkiem Miguela Angela Pareja. W roku 1983 Castagnet wyemigrował do Australii gdzie pracował i tworzył przez 20 lat. Obecnie żyje i tworzy w Montevideo.

## Twórczość
Álvaro Castagnet jest jednym z najbardziej rozpoznawalnych współczesnych malarzy akwarelowych na świecie. Jest także pisarzem, nauczycielem i sędzią oraz członkiem wiodących światowych stowarzyszeń artystycznych, w tym American Watercolor Society (AWS) (2007), Australijskiego Instytut Akwareli oraz członkiem założycielem prestiżowego Międzynarodowego Stowarzyszenia Mistrzów Akwareli IMWA z siedzibą w Szanghaju w Chinach.

## Wystawy
Castagnet organizuje wystawy indywidualne od 1985 roku. W ciągu ostatnich 30 lat zdobył dziesiątki nagród, a jego prace są gromadzone na całym świecie.

## Publikacje
Autor popularnych poradników i książek artystycznych poświęconych technice akwareli, np.:
- „Introducing the 4 Pillars of Watercolour”
- „Masterclass de Acuarela” – została przetłumaczona na język angielski i niemiecki[4].